# سایوز تی‌ام-۳۴
سایوز-تی‌ام-۳۴ (به روسی: Союз )(به معنای اتحاد) یک مأموریت سرنشین دار سازمان ملی فضانوردی روسیه به سمت ایستگاه فضایی بین‌المللی و آخرین پرتاب فضاپیماهای نسل سایوزTM محسوب می‌شود. پروازهای فضایی سایوز بعد از این مأموریت با فضاپیماهای نسل جدید سایوزTMA به فضا پرتاب شد.

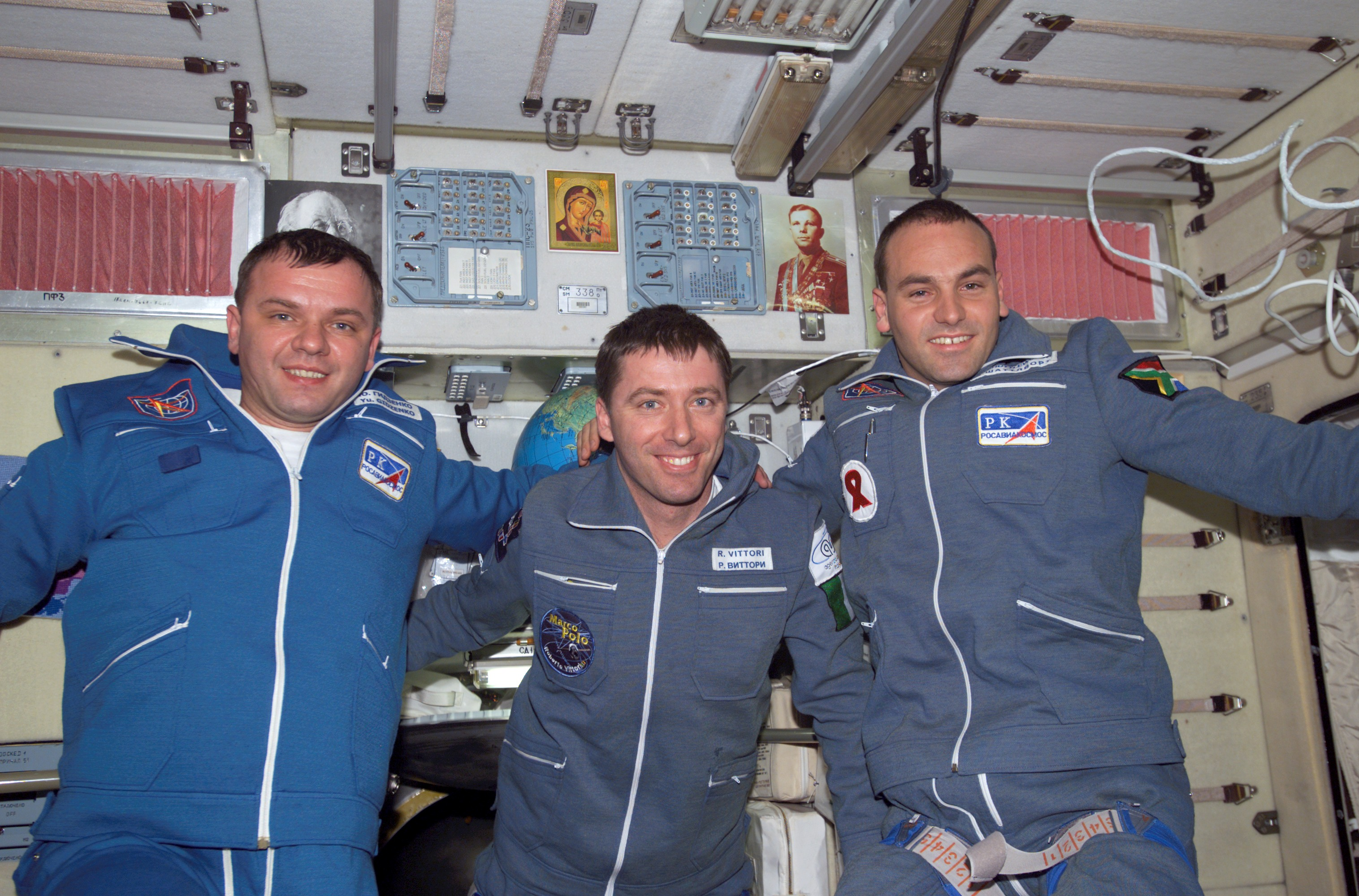
فضانوردان سایوز تی‌ام-۳۴ در داخل ایستگاه فضایی بین‌المللی

## خدمه مأموریت
| شماره | نام           | ملیت          | تعداد پرواز | نقش عملیاتی  | تصویر |
| ۱     | یوری گیدزنکو  | روسیه         | ۳           | فرمانده      |       |
| ۲     | روبرتو ویتوری | ایتالیا       | ۱           | مهندس پرواز  |       |
| ۳     | مارک شاتل‌ورث  | آفریقای جنوبی | ۱           | گردشگر فضایی |       |